# Jockey Club de Salta
El Jockey Club de Salta es una institución deportiva argentina de  rugby masculino , hockey sobre césped femenino , golf, hipoterapia y tenis , con sede en la ciudad de Salta. Es miembro de la Unión de Rugby de Salta y su equipo compite en el Torneo Regional del Noroeste.

## Historia
El club se fundó el 18 de noviembre de 1965 por Arturo Fonzo, quien era un ex–jugador del Jockey Club Córdoba y de ahí sacó los colores del equipo. El deporte principal fue el turf y para ello contó con el único hipódromo de la provincia.

### Visita del Papa
El 8 de abril de 1987 el hipódromo albergó a Juan Pablo II y más de 500.000 personas que se congregaron para la visita del papa, quien realizó una misa y constituyó un evento único para la historia de Salta.

## Rugby
En diciembre de 1965 el equipo debutó como invitado del Torneo Clausura 1965 de la URS y lo ganó, sus jugadores provenían del ahora desaparecido Sporting Club. Tras el sorprendente logro, el club decidió concentrar sus esfuerzos al rugby y en 1967 comenzó a disputar de forma oficial el Torneo de Salta, a la actualidad es el segundo equipo con más títulos ganados.
Rivalidades
El club mantiene una famosa rivalidad deportiva con Universitario Rugby Club.

## Jugadores destacados
El Jockey Club es el equipo salteño que más jugadores aportó a los Pumitas y a los Pumas: 
- Lucio López Fleming (1999–2002): jugó en los Pumitas y en los Pumas.
- Juan Figallo (2007–2009): único salteño en disputar con los Pumas una Copa del Mundo de Rugby.

Otro personaje destacado que vistió los colores del club fue Juan Manuel Urtubey, jugó un año en primera y fue Gobernador de Salta.